# 金川めぐみ
金川 めぐみ（かながわ めぐみ、1972年 - ）は、日本の法学者。和歌山大学経済学部教授。放送大学客員教授。専門は、社会保障法（社会保険法・社会福祉法）。

## 人物
1972年兵庫県生まれ。早稲田大学大学院社会科学研究科博士課程単位取得満期退学。社会的援助を必要とする人々に対する社会保障制度を研究している。和歌山県男女共同参画審議会会長など多数の公職を務める。

## 所属学会
- 日本社会保障法学会
- 日本法政学会
- ジェンダー法学会
- 日本地域福祉学会

## 著書

### 編著書
- 『福祉政策と人権』（放送大学教育振興会、2022年）

### 共著
- 『賃金と社会保障』（旬報社、2011年）
- 『現代の福祉政策－担い手の役割と責任』（放送大学教育振興会、2010年）
- 『社会保障法のプロブレマティーク　対立軸と展望』（法律文化社、2008年）